# Vĩnh Hòa, Ba Tri
Vĩnh Hòa là một xã thuộc huyện Ba Tri, tỉnh Bến Tre, Việt Nam.
Xã Vĩnh Hòa có diện tích 7,90 km², dân số năm 2021 là 6.612 người, mật độ dân số đạt 836 người/km².